# Emmausz

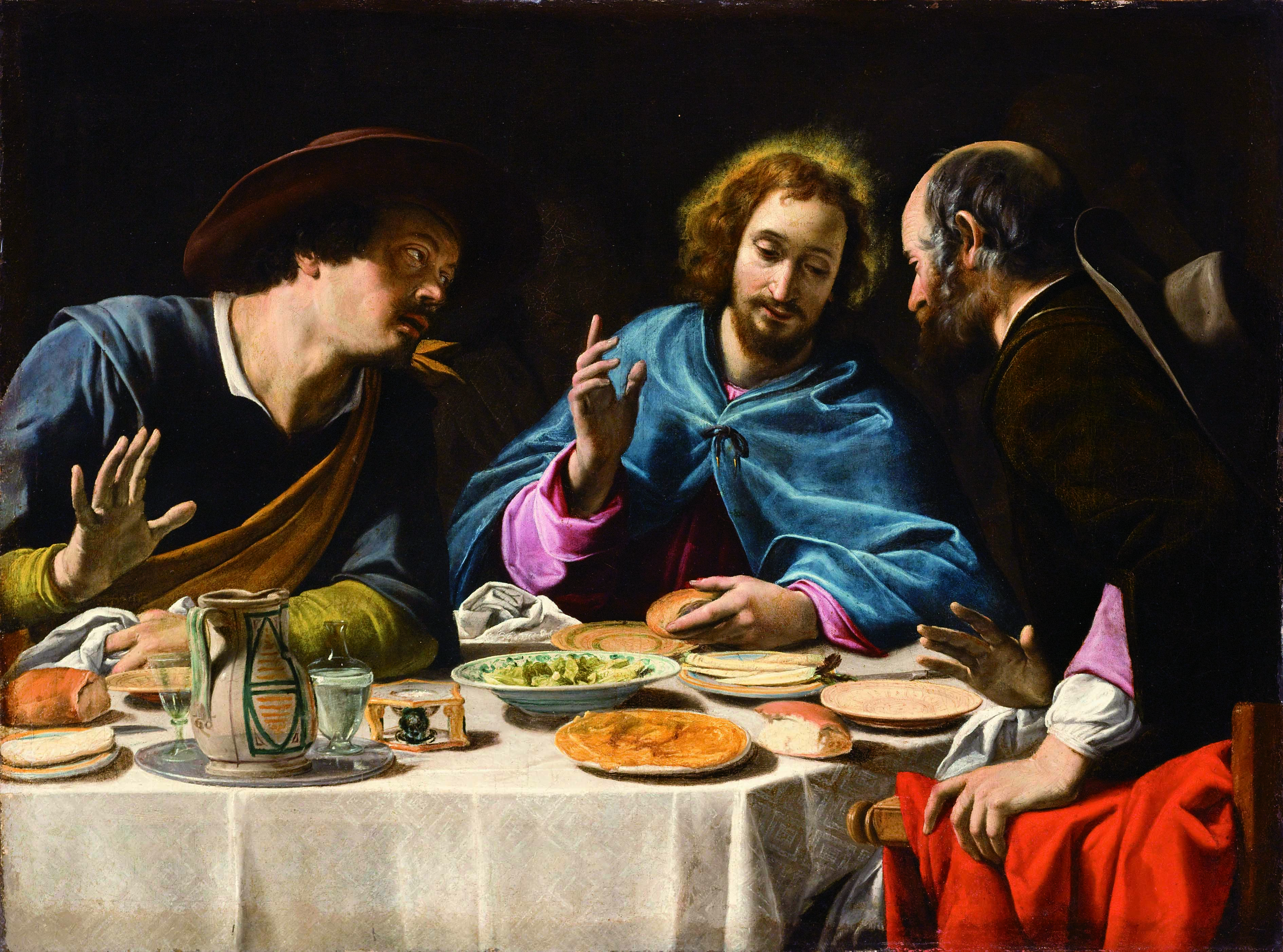
Filippo Tarchiani: Az emmauszi vacsora, festmény 1625 körül

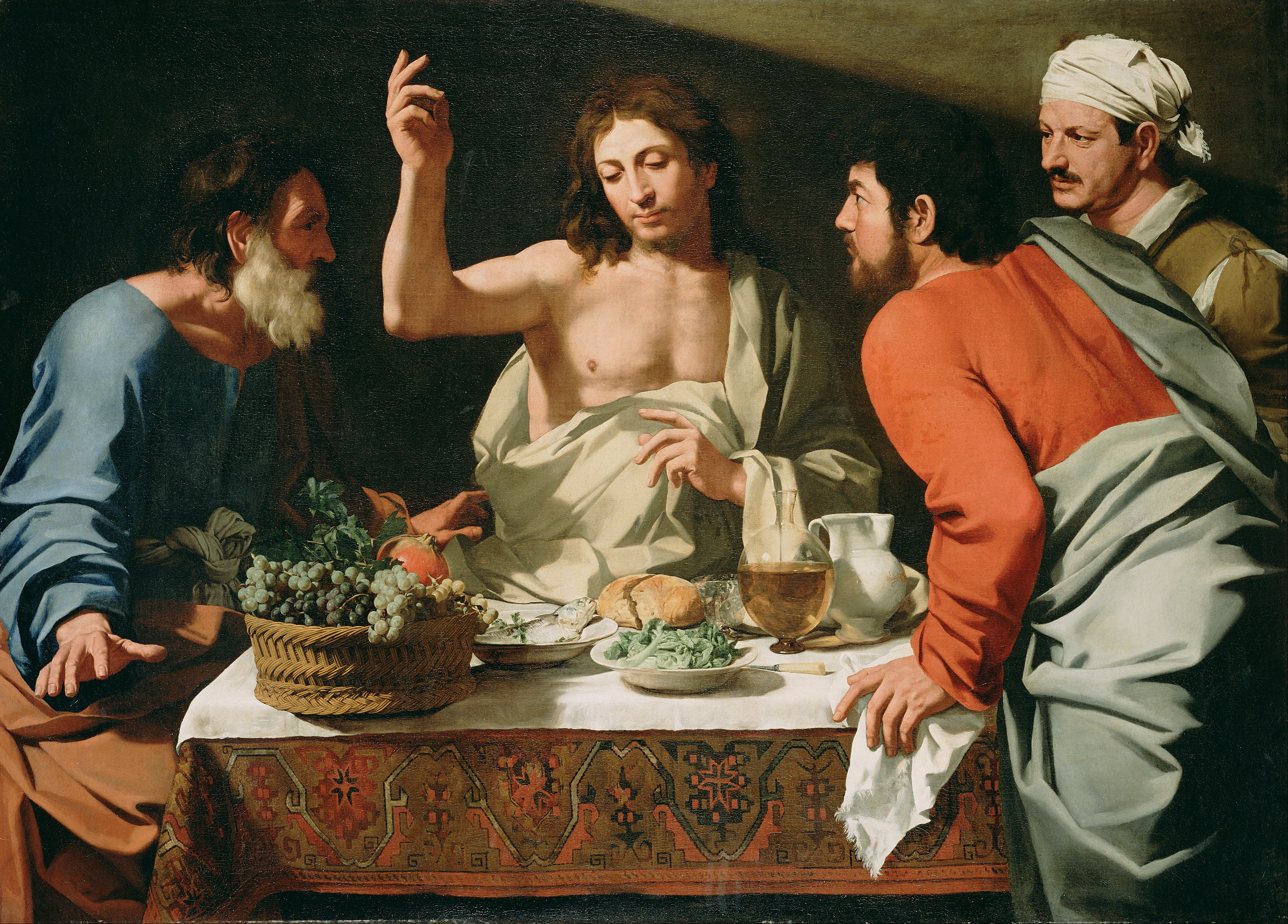
Bartolomeo Cavarozzi: Az emmauszi vacsora, 1615 - 1625

Emmausz vagy Emmaus (görög: Εμμαυς, latin Emmaus, héber אַמַּאוּס Amausz vagy עַמְוַאס Amvasz) falu a Bibliában, ahol az úgynevezett „emmauszi vacsora” során, a kenyér megtörése közben két tanítványa felismerte a feltámadt Jézust.
Pontos helyét nem ismerjük, a mai Izrael és a palesztinai nyugati part több települése is igényt tart rá, hogy itt történtek a legrészletesebben Lukács evangéliumában, illetve kevésbé részletesebben Márk evangéliumában leírt események.
Lukács szerint Jézus két tanítványa (nem apostolok) – akiket "emmauszi tanítványok" néven emlegetnek – Jézus keresztre feszítése után a 60 (vagy 160) stádiumnyira fekvő Emmauszba tartottak haza Jeruzsálemből és az eseményekről beszélgettek, amikor egy vándor csatlakozott hozzájuk és szomorúságuk okáról érdeklődött. Emmauszba érve már esteledett, ezért marasztalták a vándort. Amikor az idegen a vacsoránál megtörte a kenyeret, ráismertek, hogy Jézus. Ezután visszasiettek az apostolokhoz, hogy elmondják nekik a hírt.
Emmausz neve az Ótestamentumban is szerepel. A Makkabeusok I. könyve negyedik fejezete szerint itt pusztította el a zsidók Júdás vezette serege az ellenük vonult Gorgiász táborát.

## Elhelyezkedése
A valamikori Emmauszt nem sikerült azonosítani: bár számos település pályázik a névre, elegendő bizonyíték egyikük esetében sem gyűlt össze. Az evangélium két változatában szereplő távolságot általában nem tekintik eligazító erejűnek. A jelöltek közt a következő helyek szerepelnek (távolságukkal Jeruzsálemtől stádiumban): Emmausz Nikopolisz (176 stádium), Kurjet el-Enab (66), Kulonieh (36), el-Kubeibeh (63), Urtasz (60) és Khurbet el-Khamasza.

## Érdekesség
Emmausz, illetve a valamikori "Emmausz-járás" nevű népszokás nevét őrzi a Tolna vármegyei Szálka község kápolnájának neve: Mausz kápolna. A faluból ehhez a kápolnához mentek fel húsvét után a hívek, hogy megemlékezzenek az emmauszi tanítványok és Jézus útjára. A szokás ma is él például a Baranya vármegyei Bólyban. Továbbá él Tolna-Mözsön is, amikor a helyiek kimennek a mözsi búcsúba húsvét hétfőn, amit csak Émausznak szoktak hívni.

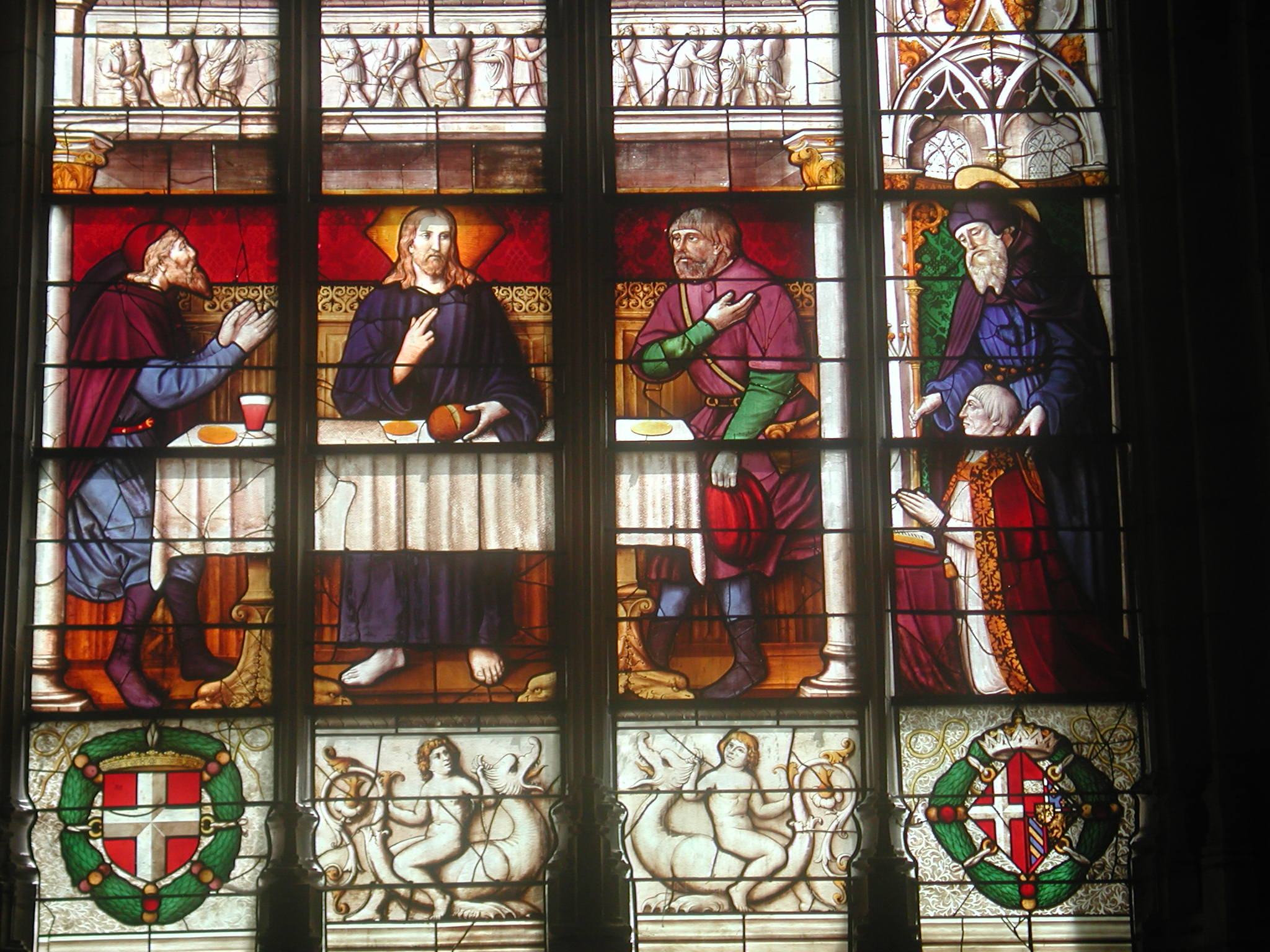
A bourgogne-i broui templom ablaka
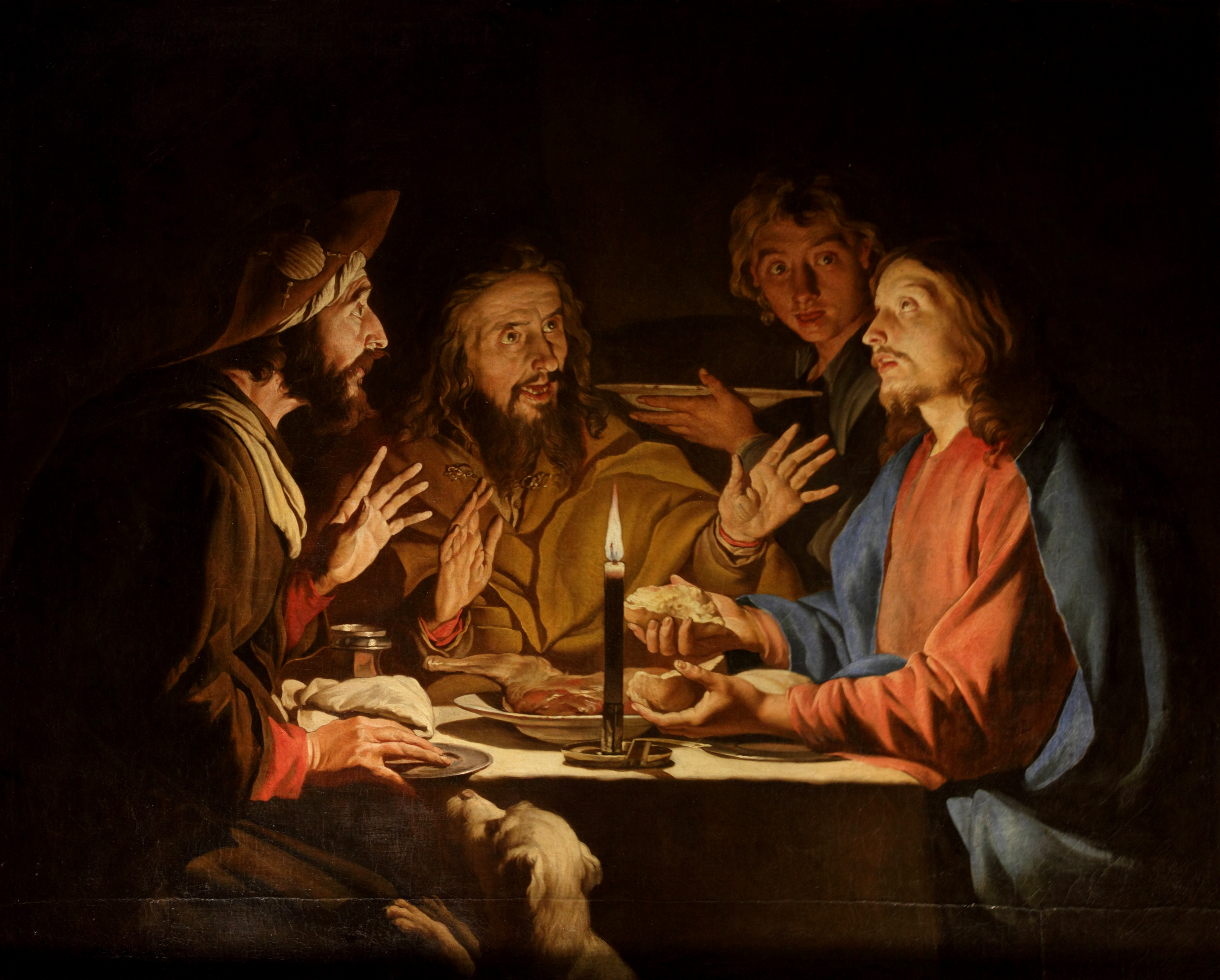
Mattias Storm: Emmauszi vacsora
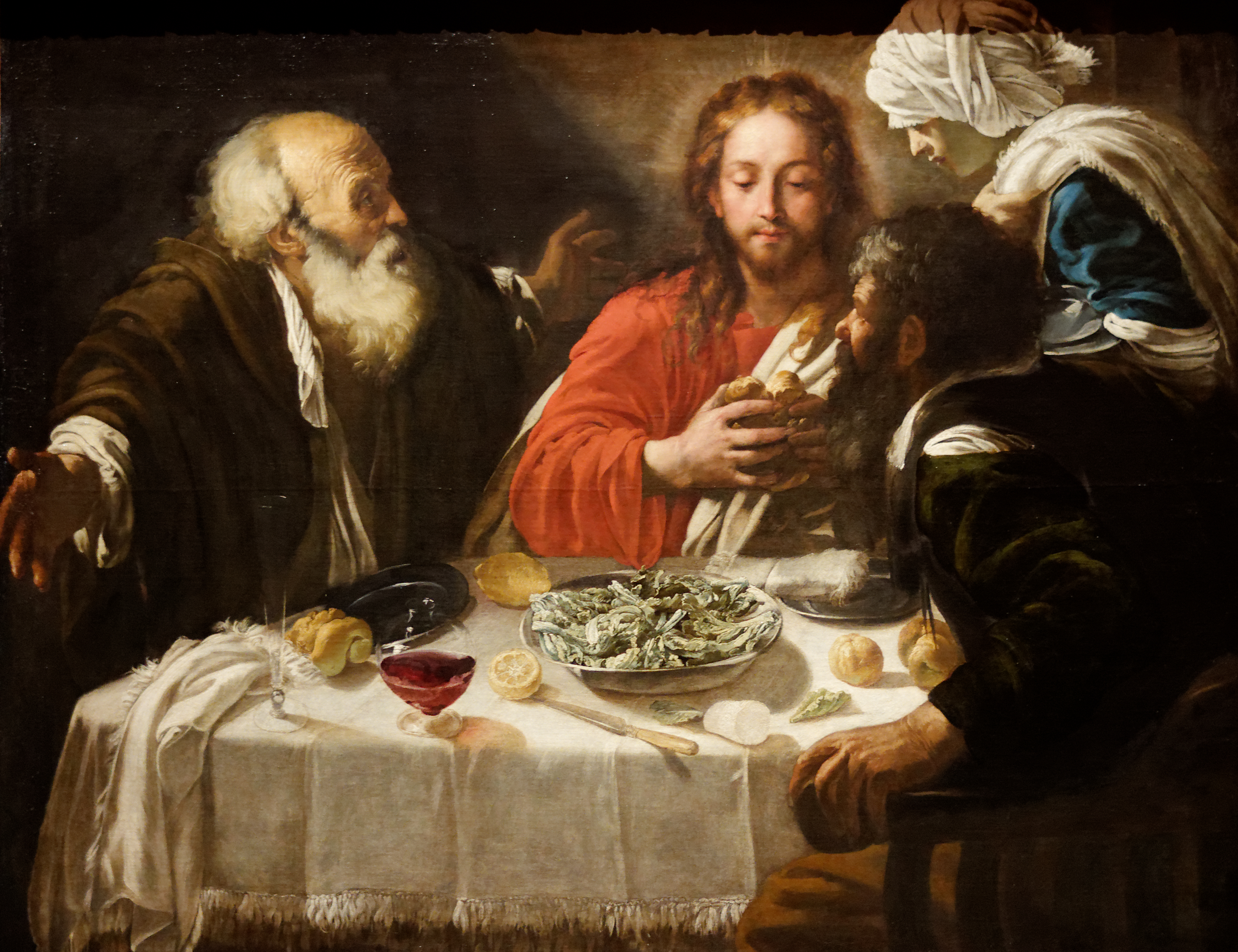
Emmauszi vacsora Caravaggio iskolája, Kunsthistorisches Museum
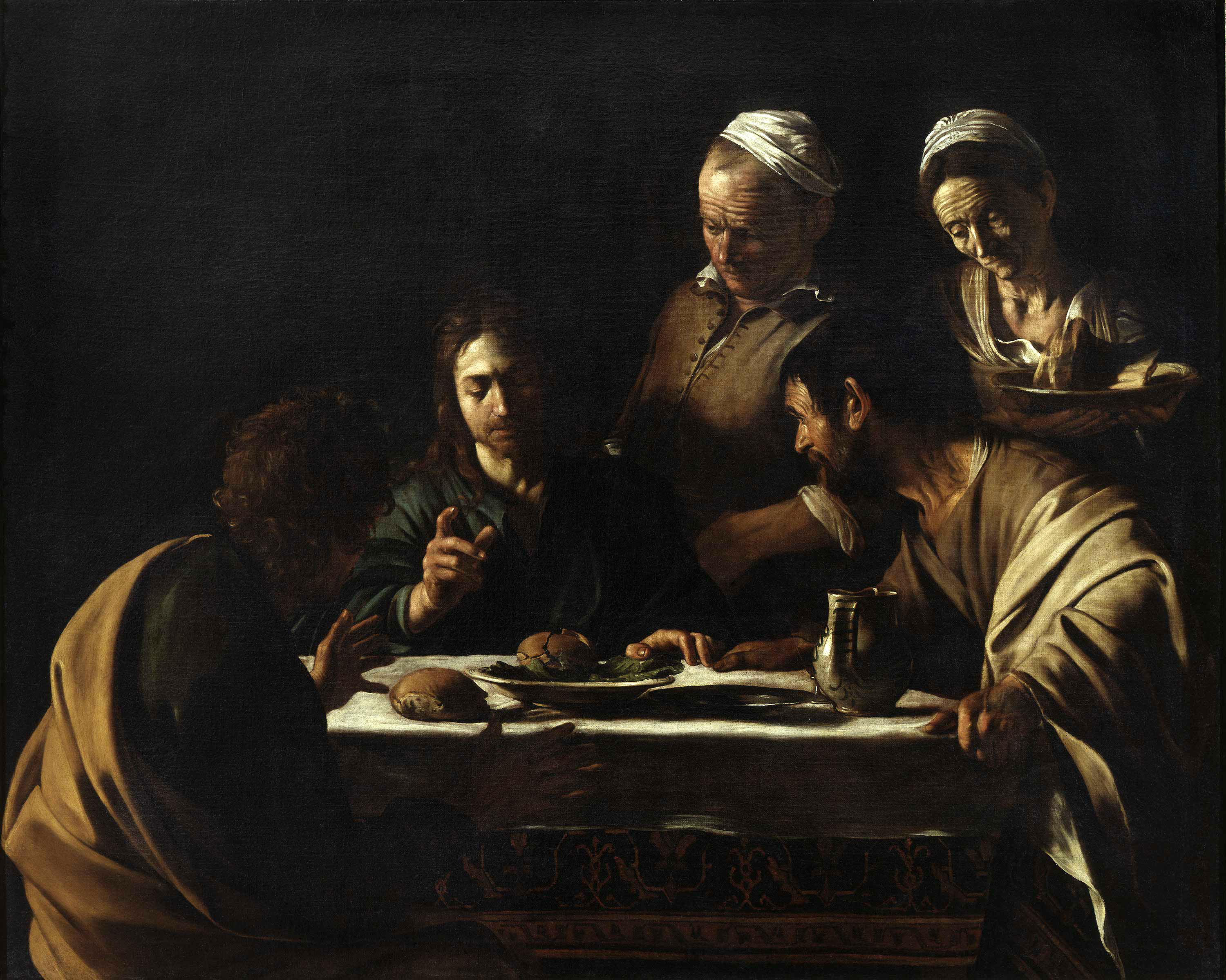
Caravaggio: Emmauszi vacsora